# Martín Leiva
Pour les articles homonymes, voir Leiva (homonymie).
Martín Darío Leiva, né le 23 avril 1980 à Buenos Aires, en Argentine, est un joueur argentin de basket-ball, évoluant au poste de pivot.

## Palmarès
- Finaliste du championnat des Amériques 2003 et 2007
- Champion des Amériques 2011
- Finaliste du championnat d'Amérique du Sud 2003
- Vainqueur de la FIBA Americas League 2009-2010
- Vainqueur de la Coupe d'Amérique du Sud des clubs champions 2004, 2005, 2006
- Champion d'Argentine 2004, 2007, 2010, 2011